# Bruchbach-Otterbachniederung
Das Naturschutzgebiet Bruchbach-Otterbachniederung liegt auf dem Gebiet der Landkreise Germersheim und Südliche Weinstraße in Rheinland-Pfalz. Es ist jeweils das größte Naturschutzgebiet in beiden Landkreisen.

## Grunddaten und Lage
Das 1543,18 ha große Gebiet, das mit Verordnung vom 17. August 1988 unter Naturschutz gestellt wurde, erstreckt sich in drei Teilbereichen zwischen der Ortsgemeinde Rheinzabern im Nordosten und der französischen Stadt Wissembourg im Südwesten. Unweit nördlich verlaufen die Landesstraße 546 und die B 427; die A 65 durchschneidet das Gebiet in Nord-Süd-Richtung.
Das Schutzgebiet erstreckt sich über mehrere Gemeinden: Teile der Gemarkungen Jockgrim, Kandel, Minfeld, Freckenfeld und Schaidt im Landkreis Germersheim sowie die Gemarkungen Steinfeld, Kapsweyer und Schweighofen im Landkreis Südliche Weinstraße.

## Landschaftscharakteristik
Das Gebiet umfasst Talbereiche entlang des Bruch- und Otterbaches mit einem stark verzweigten Gewässersystem (begradigte Bachläufe, Gräben und Stillgewässer), Röhrichte, Feucht- und Nasswiesen, Hochstaudenfluren, Großseggenrieden sowie naturnahe Waldflächen.
Das Gebiet zeichnet sich durch seine noch unberührte Landschaftsform am Rande des bezaubernden Bienwaldes aus. Dem Otterbachlauf zwischen Jockgrim und Kandel kommt dabei als naturnahes Fließgewässer überregionale Bedeutung zu.

## Schutzzweck
Das Hauptziel des Naturschutzes ist die Erhaltung der Talbereiche mit den vorhandenen Gewässern und anderen Biotoptypen als:
- Lebens- und Teillebensraum seltener, in ihrem Bestand bedrohter Tierarten
- Standort bestimmter wildwachsender Pflanzenarten und entsprechender Lebensgemeinschaften
- Gebiet von wissenschaftlicher Bedeutung

### Struktur des Schutzgebiets
Das Naturschutzgebiet ist in drei Teile gegliedert, die sich entlang der Bachläufe und deren Niederungen erstrecken. Die detaillierte Grenzführung ist in der Schutzgebietsverordnung genau beschrieben und umfasst verschiedene Landschaftstypen von Feuchtwiesen bis zu naturnahen Waldbeständen.

## Besucherinformationen
Für das Gebiet gibt es den Otterbachbruchweg, einen Wanderweg, der es ermöglicht, die besondere Landschaft zu erkunden. Dabei sind jedoch die strengen Schutzbestimmungen zu beachten - insbesondere ist das Verlassen der Wege nicht gestattet.
Das Naturschutzgebiet Bruchbach-Otterbachniederung stellt somit ein bedeutendes Refugium für die heimische Flora und Fauna in der Oberrheinregion dar und trägt wesentlich zur Erhaltung der charakteristischen Auenlandschaft bei.